# أنتوني جوزيف دريكسل بيدل سينيور
أنتوني جوزيف دريكسل بيدل سينيور (بالإنجليزية: Anthony Joseph Drexel Biddle, Sr.) هو ضابط أمريكي، ولد في 1 أكتوبر 1874 في فيلادلفيا في الولايات المتحدة، وتوفي بنفس المكان في 27 مايو 1948.